# Distrito electoral de Lincoln (condado de Saline, Nebraska)
Lincoln (en inglés: Lincoln Precinct) es un distrito electoral ubicado en el condado de Saline en el estado estadounidense de Nebraska. En el Censo de 2010 tenía una población de 133 habitantes y una densidad poblacional de 1,43 personas por km².

## Geografía
Lincoln se encuentra ubicado en las coordenadas 40°39′27″N 97°11′35″O / 40.65750, -97.19306. Según la Oficina del Censo de los Estados Unidos, Lincoln tiene una superficie total de 93.29 km², de la cual 93.06 km² corresponden a tierra firme y (0.24%) 0.23 km² es agua.

## Demografía
Según el censo de 2010, había 133 personas residiendo en Lincoln. La densidad de población era de 1,43 hab./km². De los 133 habitantes, Lincoln estaba compuesto por el 95.49% blancos, el 0% eran afroamericanos, el 0% eran amerindios, el 0% eran asiáticos, el 0% eran isleños del Pacífico, el 3.76% eran de otras razas y el 0.75% pertenecían a dos o más razas. Del total de la población el 3.76% eran hispanos o latinos de cualquier raza.